# Egzon Binaku
Egzon Binaku (ur. 27 sierpnia 1995 w Åmål) – szwedzki piłkarz pochodzenia kosowskiego, były członek szwedzkich reprezentacji U-19 i U-21, w 2018 roku reprezentant Albanii.

## Życie prywatne
Jego krewni mieszkają w Mitrowicy.